# Globalny raport konkurencyjności

Indeks konkurencyjności 2006-2007. Każdy kolor reprezentuje kwartyl ocenianych państw. Zielony oznacza wyższy indeks, czerwony niższy. Szare państwa nie są oceniane w raporcie.

Globalny raport konkurencyjności (ang. Global Competitiveness Report) – rezultat corocznego badania porównawczego warunków rozwoju gospodarczego przeprowadzanego przez Światowe Forum Ekonomiczne.  Określa on zdolności poszczególnych państw do zapewnienia długookresowego wzrostu gospodarczego.

## Opis
Raport został po raz pierwszy opublikowany w 1997 roku i jest systematycznie poszerzany o nowe państwa (obecnie obejmuje 144).
Początkowo raport zawierał 1 ranking opracowany pod kierownictwem Jeffreya Sachsa - Indeks Konkurencyjności (ang. Competitiveness Index) mający wskazywać podstawy średnio- i długoterminowego szybkiego rozwoju gospodarczego. W 2000 roku zmieniono jego nazwę na Indeks Wzrostu Konkurencyjności (ang. Growth Competitiveness Index) dla odróżnienia od bieżącego indeksu mikroekonomicznej konkurencyjności pod różnymi nazwami w różnych raportach. Od 2004 zastępowane są przez Globalny Indeks Konkurencyjności (ang. Global Competitivenss Index) opracowany we współpracy z Xavierem Sala-i-Martinem, profesorem ekonomii w Columbia University. Oparty jest także na pracach Michaela Portera. Obliczany jest na podstawie 90 czynników. 2/3 z nich pochodzi z sondażu tysięcy dyrektorów z prawie wszystkich badanych krajów.

## Filary konkurencyjności
Pomiar konkurencyjności oparty jest na 12 filarach (wcześniej 9 filarach):
- Wymagania podstawowe

1. Instytucje (Institutions)
2. Infrastruktura (Infrastructure)
3. Środowisko makroekonomicze (Macroeconomic environment)
4. Zdrowie i edukacja na poziomie podstawowym (Health and primary education)

- Czynniki poprawiające efektywność

1. Szkolnictwo wyższe i szkolenia (Higher education and training)
2. Efektywność rynku dóbr (Goods market efficiency)
3. Efektywność rynku pracy (Labor market efficiency)
4. Rozwój rynku finansowego (Financial market development)
5. Gotowość technologiczna (Technological readiness)
6. Wielkość rynku (Market size)

- Czynniki innowacyjności i rozwoju

1. Zaawansowanie środowiska biznesowego (Business sophistication)
2. Innowacyjność (Innovation)

Filary są ze sobą powiązane i wzajemnie się wzmacniają.

## Etapy rozwoju gospodarki
Aby obliczyć indeks konkurencyjności wzrostu filarom nadaje się odpowiednią wagę, zależnie od tego, na jakim etapie rozwoju znajduje się określone państwo:
- Rozwój sterowany przez czynniki wytwórcze

Gospodarka kraju oparta jest na niewykwalifikowanej sile roboczej i zasobach naturalnych, przedsiębiorstwa konkurują niskimi cenami. Utrzymanie konkurencyjności jest zależne od dobrze funkcjonujących instytucji prywatnych i publicznych, odpowiedniej infrastruktury, stabilnej struktury makroekonomicznej, zdrowej i piśmiennej siły roboczej.
Przyjmuje się, że do tej grupy należą państwa o PKB per capita poniżej 2000 USD.
- Rozwój sterowany przez inwestycje

Na tym etapie państwa dążą do poprawienia efektywności produkcji i polepszenia jakości produktów. Konkurencyjność zależy od wyższego wykształcenia i szkolenia pracowników, efektywnego rynku dóbr, dobrze działającego rynku pracy, rozwiniętego rynku finansowego, dużego rynku krajowego lub zagranicznego i umiejętności wykorzystania istniejących technologii.
Przyjmuje się, że do tej grupy należą państwa o PKB per capita pomiędzy 3000 a 9000 USD
- Rozwój sterowany przez innowacje

Na tym etapie państwa są w stanie utrzymać wyższe płace i powiązany z nimi standard życia, jeśli mogą konkurować nowymi i wyróżniającymi się produktami. Firmy konkurują między sobą innowacyjnością i stosowaniem wyrafinowanych procesów produkcji.
Przyjmuje się, że do tej grupy należą państwa o PKB per capita powyżej 17000 USD

## Indeks konkurencyjności wzrostu 2007-2008
| Lp. | Państwo                      |
| --- | ---------------------------- |
| 1   | Stany Zjednoczone            |
| 2   | Szwajcaria                   |
| 3   | Dania                        |
| 4   | Szwecja                      |
| 5   | Niemcy                       |
| 6   | Finlandia                    |
| 7   | Singapur                     |
| 8   | Japonia                      |
| 9   | Wielka Brytania              |
| 10  | Holandia                     |
| 11  | Korea Południowa             |
| 12  | Hongkong                     |
| 13  | Kanada                       |
| 14  | Tajwan                       |
| 15  | Austria                      |
| 16  | Norwegia                     |
| 17  | Izrael                       |
| 18  | Francja                      |
| 19  | Australia                    |
| 20  | Belgia                       |
| 21  | Malezja                      |
| 22  | Irlandia                     |
| 23  | Islandia                     |
| 24  | Nowa Zelandia                |
| 25  | Luksemburg                   |
| 26  | Chile                        |
| 27  | Estonia                      |
| 28  | Tajlandia                    |
| 29  | Hiszpania                    |
| 30  | Kuwejt                       |
| 31  | Katar                        |
| 32  | Tunezja                      |
| 33  | Czechy                       |
| 34  | Chiny                        |
| 35  | Arabia Saudyjska             |
| 36  | Portoryko                    |
| 37  | Zjednoczone Emiraty Arabskie |
| 38  | Litwa                        |
| 39  | Słowenia                     |
| 40  | Portugalia                   |
| 41  | Słowacja                     |
| 42  | Oman                         |
| 43  | Bahrajn                      |
| 44  | Południowa Afryka            |
| 45  | Litwa                        |
| 46  | Włochy                       |
| 47  | Węgry                        |
| 48  | Indie                        |
| 49  | Jordania                     |
| 50  | Barbados                     |
| 51  | Polska                       |
| 52  | Meksyk                       |
| 53  | Turcja                       |
| 54  | Indonezja                    |
| 55  | Cypr                         |
| 56  | Malta                        |
| 57  | Chorwacja                    |
| 58  | Rosja                        |
| 59  | Panama                       |
| 60  | Mauritius                    |
| 61  | Kazachstan                   |
| 62  | Uzbekistan                   |
| 63  | Kostaryka                    |
| 64  | Maroko                       |
| 65  | Grecja                       |
| 66  | Azerbejdżan                  |
| 67  | Salwador                     |
| 68  | Wietnam                      |
| 69  | Kolumbia                     |
| 70  | Sri Lanka                    |
| 71  | Filipiny                     |
| 72  | Brazylia                     |
| 73  | Ukraina                      |
| 74  | Rumunia                      |
| 75  | Urugwaj                      |
| 76  | Botswana                     |
| 77  | Egipt                        |
| 78  | Jamajka                      |
| 79  | Bułgaria                     |
| 80  | Syria                        |
| 81  | Algieria                     |
| 82  | Czarnogóra                   |
| 83  | Honduras                     |
| 84  | Trynidad i Tobago            |
| 85  | Argentyna                    |
| 86  | Peru                         |
| 87  | Gwatemala                    |
| 88  | Libia                        |
| 89  | Namibia                      |
| 90  | Gruzja                       |
| 91  | Serbia                       |
| 92  | Pakistan                     |
| 93  | Serbia                       |
| 94  | Macedonia Północna           |
| 95  | Nigeria                      |
| 96  | Dominikana                   |
| 97  | Mołdawia                     |
| 98  | Wenezuela                    |
| 99  | Kenia                        |
| 100 | Senegal                      |
| 101 | Mongolia                     |
| 102 | Gambia                       |
| 103 | Ekwador                      |
| 104 | Tanzania                     |
| 105 | Boliwia                      |
| 106 | Bośnia i Hercegowina         |
| 107 | Bangladesz                   |
| 108 | Benin                        |
| 109 | Albania                      |
| 110 | Kambodża                     |
| 111 | Nikaragua                    |
| 112 | Burkina Faso                 |
| 113 | Surinam                      |
| 114 | Nepal                        |
| 115 | Mali                         |
| 116 | Kamerun                      |
| 117 | Tadżykistan                  |
| 118 | Madagaskar                   |
| 119 | Kirgistan                    |
| 120 | Uganda                       |
| 121 | Paragwaj                     |
| 122 | Zambia                       |
| 123 | Etiopia                      |
| 124 | Lesotho                      |
| 125 | Mauretania                   |
| 126 | Gujana                       |
| 127 | Timor Wschodni               |
| 128 | Mozambik                     |
| 129 | Zimbabwe                     |
| 130 | Burundi                      |
| 131 | Czad                         |